# Rezerwat przyrody Gęsi Bastion pod Starą Rudnicą
Rezerwat przyrody Gęsi Bastion pod Starą Rudnicą – faunistyczny rezerwat przyrody położony na terenie gminy Cedynia w powiecie gryfińskim (województwo zachodniopomorskie).

## Powołanie
Obszar chroniony utworzono 29 lipca 2023 r. na podstawie Zarządzenia Regionalnego Dyrektora Ochrony Środowiska w Szczecinie z dnia 13 lipca 2023 r. w sprawie uznania za rezerwat przyrody „Gęsi Bastion pod Starą Rudnicą” (Dz. Urz. Woj. Zach. z 2023 r., poz. 4091). Powstał z inicjatywy przyrodnika i fotografa Piotra Chary, choć takie postulaty pojawiały się od lat 90. Do przeciwników jego powołania należeli natomiast m.in. myśliwi, burmistrz Cedyni i dyrektor Zespołu Parków Krajobrazowych Województwa Zachodniopomorskiego Ryszard Mićko, wskazujący na wykorzystywanie tego terenu do polowań i dostateczny stopień ochrony dotychczasowymi metodami.
W lutym 2024 Wojewódzki Sąd Administracyjny w Szczecinie uchylił zarządzenie o powołaniu rezerwatu wskutek skargi gminy Cedynia i jednego z kół łowieckich.

## Położenie
Rezerwat ma 724,20 ha powierzchni. Obszar chroniony leży na terenie rozległego, okresowo zalewanego rozlewiska Odry wzdłuż drogi łączącej Stary Kostrzynek, Starą Rudnicę i Siekierki. Obejmuje kompleks starorzeczy, zalewowych lasów łęgowych i łąk oraz błotnistych płycizn. Na jego terenie znajduje się wiele enklaw zawierających rozgałęzienia starorzecza, drogi dojazdowe do nieruchomości, tereny prywatne i linię kolejową. Tworzące go grunty należą do Regionalnej Dyrekcji Ochrony Środowiska w Szczecinie, Krajowego Ośrodka Wsparcia Rolnictwa, starosty gryfińskiego oraz Wód Polskich.
Rezerwat znajduje się w całości w granicach Cedyńskiego Parku Krajobrazowego oraz obszarów Natura 2000: specjalnego obszaru ochrony siedlisk „Dolna Odra” PLH320037 i obszaru specjalnej ochrony ptaków „Dolina Dolnej Odry” PLB320003. Częściowo pokrywa się również z użytkiem ekologicznym Kostrzyneckie Rozlewisko.

## Charakterystyka
Celem ochrony w rezerwacie przyrody jest „zachowanie szczególnych walorów przyrodniczych ekosystemu rozległego, okresowo zalewanego starorzecza, zlokalizowanego pomiędzy rzeką Odrą a drogą Stary Kostrzynek–Stara Rudnica–Siekierki, jako cennej mozaiki siedlisk stanowiących lęgowiska, żerowiska i noclegowiska ptaków, o znaczeniu regionalnym i ponadregionalnym”. Typ rezerwatu ze względu na dominujący przedmiot ochrony został określony jako faunistyczny, a podtyp – jako ptaków. Natomiast ze względu na główny typ ekosystemu typ określono jako różnych ekosystemów, a podtyp – jako mozaiki różnych ekosystemów.
Rezerwat chroni ostatni istniejący obszar szerokiej i utrzymującej się przynajmniej przez kwartał wielkopowierzchniowej płycizny w Dolinie Dolnej Odry (pozostałe cztery takie płycizny utraciły te cechy wskutek regulacji biegu rzeki i cieplejszych zim). Tworzy ona dobre warunki do rozrodu ryb i występowania fitoplanktonu, które stanowią pożywienie dla licznie przybywających tu ptaków. Te ostatnie oraz m.in. jelenie są jednak obiektem polowań myśliwych. Na obszarze chronionym połowy prowadzą także wędkarze. W ramach planu ochrony przewidziane jest umożliwienie wędkowania, a także ruchu pieszego i rowerowego po wyznaczonych trasach.
Obszar chroniony stanowi żerowisko trzynastu gatunków kaczek, chruścieli, czterech gatunków perkozów, bociana czarnego, rybołowa i bielika, a także matecznik m.in. puchacza, bąka, bączka, rybitwy czarnej, zielonki i wodnika. Służy także jako pierzowisko gęgaw oraz miejsce odpoczynku czajek, brodźców, biegusów.
Rezerwat objęty jest ochroną czynną. W grudniu 2023 ustanowiono zadania ochronne, polegające m.in. na wyznaczeniu miejsc do wędkowania, koszeniu wysokich zarośli, redukcji liczebności gatunków inwazyjnych i drapieżnych czy budowie platform lęgowych.